# Los Arcos, Guanajuato
Los Arcos är en ort i Mexiko.   Den ligger i kommunen Silao de la Victoria och delstaten Guanajuato, i den centrala delen av landet, 300 km nordväst om huvudstaden Mexico City. Los Arcos ligger 1 887 meter över havet och antalet invånare är 106.
Terrängen runt Los Arcos är kuperad åt nordost, men åt sydväst är den platt. Runt Los Arcos är det tätbefolkat, med 442 invånare per kvadratkilometer. Närmaste större samhälle är Silao, 14,3 km söder om Los Arcos. Trakten runt Los Arcos består till största delen av jordbruksmark.